# Yuryeong
Yuryeong (en coreà, 유령; distribuït en anglès, Phantom) és una pel·lícula de thriller d'acció i espionatge sud-coreana del 2023 basada en la novel·la de Mai Jia del 2007, Feng Sheng. Va ser dirigida per Lee Hae-young, protagonitzada per Sul Kyung-gu, Lee Hanee, Park So-dam, Park Hae-soo i Seo Hyun-woo. La pel·lícula es va estrenar als cinemes el 18 de gener de 2023. S'ha doblat i subtitulat al català.
El rodatge principal va començar el 4 de gener de 2021 i va acabar el 21 de maig.